# 藏北薹草
藏北薹草（学名：Carex satakeana）是莎草科薹草属的植物，是中国的特有植物。分布于中国大陆的西藏自治区等地，生长于海拔3,700米至4,800米的地区，多生在河滩潮湿草甸及山坡，目前尚未由人工引种栽培。